# سوداگری با تاریخ
سوداگری با تاریخ (انگلیسی: deception with history) نام کتابی است دو جلدی به قلم محمد امینی در پاسخ به کتاب دکتر محمد مصدق، آسیب‌شناسی یک شکست اثر علی میرفطروس. این اثر برای نخستین بار در سال ۲۰۱۲ میلادی (۱۳۹۱ خورشیدی) با همکاری شرکت کتاب به چاپ رسید .

## داوری‌ها پیرامون کتاب
مهشید امیرشاهی، نویسنده و روزنامه‌نگار: به تصور من سوداگری با تاریخ از این پس مکمل بی چون و چرای همهٔ تحقیقاتی خواهد بود که در آینده در بارهٔ این دوره از تاریخ ما و نقش و مقام محمد مصدق به عمل بیاید و از این رهگذر، به گمان من، آقای امینی تاریخ نگاران و پژوهشگران فردا را از هم امروز وامدار خویش ساخته است.
محسن قائم مقام، عضو جبهه ملی: این کتاب از بهترین کتاب‌های مستند تاریخی در پوشش تاریخ پر نشیب و فراز نهضت ملی ایران بشمار می‌رود. نگارش این کتاب بدون تردید خدمتی بزرگ بمردم ایران و علاقه‌مندان تاریخ آزادی و دمکراسی در جهان است. کتابی است سطح بالا، پرمحتوا و وزین، که همه مطالب را صمیمانه و صادقانه و با اخلاص و پاکی نیت و با انشائی دلپذیر عرضه داشته است.
رضا اغنمی، نویسنده: این بیان آشکار و شجاعانهٔ نویسنده نشان می‌دهد که با تکیه به اسناد و مطالعهٔ بیغرضانه و آگاهانه درسنجهٔ وجدان با تمیز راستی‌ها به جنگ ناراستی‌های سوداگران بی‌مایه رفته است. امینی با بررسی اسناد، دو روی سکه را می‌بیند و داوری منصفانهٔ خود را با زبانی بس استوار تدوین و منتشر می‌کند؛ و خواننده درآئینه خیال، سوداگران شرم زده را می‌بیند.
شیرزاد کلهری چندین کتاب از این ور و آن ور راجع به مصدق گیر آورده و خواندم ولی کتابی چنان پرمایه و عمیق و با نگارشی پر حوصله و دقیق که محمد امینی به نگارش درآورده، نیافتم. دامنهٔ مطالعات وسیع و نوع برخورد ظریف و موشکافانه و بسیار متین آقای محمد امینی خواننده را مجذوب می‌کند. این کتاب که حاوی واژه‌های بیشماری به فارسی سره می‌باشد و طرز نگارشی ویژه که خود به اثر زیبایی خاصی می‌دهد، جای خاصی برای برخورد دارد. گردآوری اینهمه سند آنهم در خارج از کشور نمایانگر زحمات بی نظیری است که ایشان کشیده‌اند.
حسن اعتمادی در مقاله ای با فرنام «نقدی بر سوداگری با تاریخ و سوداگرانِ تاریخ» به کتاب محمد امینی پاسخ داده است.
علی میرفطروس در مقالهٔ «یک کلمه» با مُدّعی! (محمد امینی و ادعاهایش)» و "سخنی با نویسندهٔ طنّاز " به این ادعاها پرداخته است. در مقاله ای دیگر با فرنام «اندر احوالات پژوهشگری بی‌باک» میرفطروس اندیشه و عمل سیاسی محمد امینی را نقد کرده است.